# Nolfa Ibáñez Salgado
Nolfa Ibañez Salgado es una académica, educadora diferencial e investigadora chilena que se desempeña como profesora titular en la Universidad Metropolitana de Ciencias de la Educación (UMCE). En 2021 se convirtió en la primera educadora diferencial en recibir el Premio Nacional de Ciencias de la Educación. Se ha especializado en niños con dificultades en el aprendizaje y niños/as y jóvenes del espectro autista.
Es egresada del Pedagógico de la Universidad de Chile y su continuadora legal, la Universidad Metropolitana de Ciencias de la Educación (UMCE), de la que ha sido decana (2004-2007) y directora del único programa de doctorado que posee (2014-presente). Además ha sido rectora del Liceo Experimental Manuel de Salas entre 1991-1994, cuando este aún pertenecía a la UMCE.

## Estudios y trayectoria
Estudió educación diferencial en la Universidad de Chile, en el edificio del antiguo Instituto Pedagógico, egresando con una mención en trastornos del aprendizaje a principios de 1981. Completó un magister en educación en la Universidad Metropolitana de Ciencias de la Educación y un doctorado en la Universidad Academia de Humanismo Cristiano.
Terminando su práctica en la Escuela Especial F86, continuó trabajando en ella y realizó sus primeras investigaciones que derivaron en la elaboración de la Evaluación de Cálculo y Resolución de Problemas, así como en la línea de investigación que permitió validar la Metodología Interaccional Integrativa MII, creada por ella a principios de la década de los 80. Inició una ayudantía para el profesor Hernán Ahumada, en el Departamento de Educación Diferencial donde estudió su pregrado, por entonces aun dependiente de la Universidad de Chile. El propósito final sería la elaboración de un curso innovador de epistemología genética en la Mención de Problemas de Aprendizaje, el primero en un currículo mayormente positivista. En 1981 la profesora Nolfa ingresó al cuerpo docente del Departamento de Educación Diferencial, que entonces fue parte de la Academia Superior de Ciencias Pedagógicas (1981-1984) y luego, y hasta la actualidad, de la Universidad Metropolitana de Ciencias de la Educación (desde 1985). En este lugar desarrolló su carrera como profesional y como investigadora hasta febrero del 2019. Entre 1985 y 1990, lideró una línea de investigación para integrar a niñas y niños con conductas desadaptativas que no eran aceptados en las escuelas especiales, la mayoría con diagnóstico de autismo y algunos de ellos institucionalizados. Colaboró también en esta labor con la Asociación de Padres de Niños Autistas de la época.
Fue decana de la Facultad de Filosofía y Educación de la Universidad Metropolitana de Ciencias de la Educación en el período 2004-2007. Desde agosto de 2014 y hasta febrero de 2019 fue Directora del Programa de Doctorado en Educación de la UMCE. En 2012 recibió el Premio Mario Leyton Soto al Mérito en Investigación, entregado por la UMCE.
En agosto de 2021 fue galardonada con el Premio Nacional de Educación de Chile, siendo la primera educadora diferencial en recibirlo.